# Leopold Carl Reinicke
Leopold Carl Reinicke (auch: Leopold Karl Reinecke) (* 13. Juli 1774 in Dessau; † 22. Oktober 1820 in Güsten) war ein Komponist, Violinist, Fagottist und Dirigent.

## Leben und Wirken
Leopold Carl Reinicke war der Sohn eines Kammermusikers († 1806), der zuletzt in der Dessauischen Hofkapelle wirkte.
Sein Vater hatte eigentlich ein Theologiestudium für ihn vorgesehen, erteilte ihm dann jedoch Unterricht auf mehreren Saiten- und Blasinstrumenten. Später wurde er ein Schüler von Friedrich Wilhelm Rust. Sein musikalisches Talent wurde durch Fürst Leopold III. von Anhalt-Dessau gefördert, der ihn 1796 zur Ausbildung nach Dresden schickte. Dort studierte er unter anderem bei Hofkapellmeister Johann Gottlieb Naumann und schuf verschiedene Instrumentalkompositionen. Naumann soll über ihn gesagt haben: „Wenn Himmel [= Friedrich Heinrich Himmel] Reinickes Fleiß und Reinicke Himmels Genie besäße, was für herrliche Künstler sollten mir aus beiden werden!“
1798 kehrte Reinicke nach Dessau zurück und trat als Fagottist und Violinist in die dortige Hofkapelle ein. 1811 wurde er Nachfolger von Konrad Jacobi (1756–1811) Hofkapellmeister und Hofmusikdirektor und hatte diese Position bis zu seinem Tod inne. Zu seinen Kompositionen gehören neben zahlreichen Liedern auch mehrere Opern.
Reinicke starb am 22. Oktober 1820 an den schweren Verletzungen, die er am 13. Oktober bei einem Kutschenunfall erlitten hatte, als er sich auf der Rückreise von einer Aufführung des Oratoriums Das Weltgericht seines späteren Nachfolgers Friedrich Schneider befand. Er hinterließ seine Witwe mit acht Kindern.

## Werke (Auswahl)
Bühnenwerke
- Adelheid von Schroffeneck (= Die Rückkehr). Libretto: Franz von Waldersee. UA: Dessau 29. Juni 1806[10][11][12]
- Feodora. Singspiel in einem Akt. Libretto: August von Kotzebue.[13] UA: Dessau 1812[14][15][12]
- Pervonte (= Die Wünsche). Libretto: August von Kotzebue.[16] UA: Dessau 1814[17][18][12]
- Alfred der Große. Eine Oper in drei Akten. Libretto: August von Kotzebue.[19] UA: Dessau 1818[20][21][12]